# Graz Linien
Die Graz Linien (früher: GVB – Grazer Verkehrsbetriebe, Graz AG Verkehrsbetriebe und Holding Graz Linien) sind ein Grazer Omnibus- und Straßenbahn-Verkehrsunternehmen und Teil der Holding Graz. Sie sind in den Steirischen Verkehrsverbund eingegliedert. Die Graz Linien beschäftigen rund 800 Mitarbeiter.
Die Graz Linien befördern jährlich ca. 50,5 Mio. Fahrgäste mit der Straßenbahn, ca. 41,5 Mio. Fahrgäste mit Bussen und ca. 0,7 Mio. Fahrgäste mit der Schloßbergbahn und den Schloßbergliften, das sind in Summe jährlich 92,7 Mio. Fahrgäste. Die Fahrzeuge der GL umrundeten im Jahr 2003 (damals noch GVB) mit ihren gefahrenen Kilometern von Omnibussen und Straßenbahnfahrzeugen ca. 481 Mal die Erde (entspricht etwa 19,9 Mio. km).
Insgesamt umfasst das Liniennetz der GL eine Länge von 369 Kilometern. Der GL-Fuhrpark besteht seit 2016 – bis auf zehn Straßenbahnwagen, die nur zur Hauptverkehrszeit als Verstärker eingesetzt werden – vollständig aus Niederflur-Bussen und -Straßenbahnwagen.

## Geschichte
Gegründet wurde der Vorläufer der GVB im Jahr 1878 als Grazer Tramway (GT) mit Inbetriebnahme der ersten Pferdebahn-Strecken. 1885 erfolgte die Neugründung als Grazer Tramway Gesellschaft (GTG), die ab 1899 elektrische Straßenbahn-Strecken in Betrieb nahmen. 1894 nahm die Grazer Schloßbergbahn ihren Betrieb auf. Zwischen 1941 and 1948 nannte sich der Betrieb Grazer Verkehrs-Gesellschaft (GVG). Dann erlosch der Vertrag mit der Stadt und die Gesellschaft ging in den GVB auf. Seit 1949 ist sie Teil der Graz AG (früher Grazer Stadtwerke). Seit der Umbenennung der Grazer Stadtwerke zu Graz AG hießen die Grazer Verkehrsbetriebe entsprechend Graz AG Verkehrsbetriebe. Der Name wurde nach der Umstrukturierung der Graz AG zur Holding Graz GmbH erneut angepasst. Die Verkehrsbetriebe heißen daher offiziell nun Holding Graz Linien. Im Jahr 2017 erfolgte die erneute Umbenennung in Graz Linien.
Viele Exponate aus der Geschichte der Grazer Straßenbahn sind im Tramway Museum Graz ausgestellt.

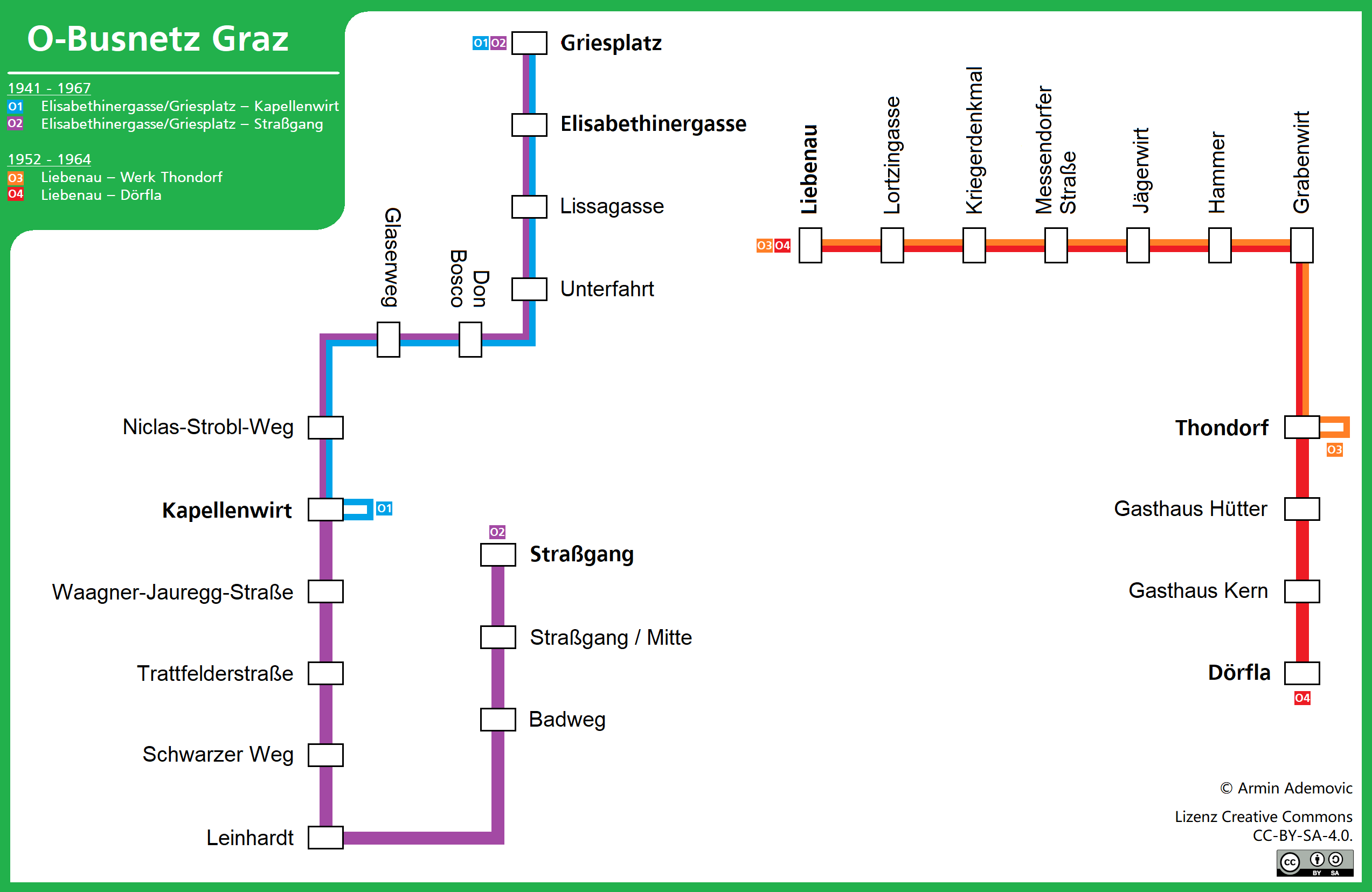
Ehemaliges O-Bus-Netz in Graz

### Geschichte der GL (Auszug)

Logo als Grazer Verkehrsbetriebe

Logo als Graz AG Verkehrsbetriebe

Die erste Pferdebahnstrecke auf der Strecke Südbahnhof – Jakominiplatz wurde 1878 eröffnet. 1894 folgte die Inbetriebnahme der Grazer Schloßbergbahn, 1899 die der elektrischen Grazer Straßenbahnen. Die ersten Autobuslinien nahmen 1929 ihren Betrieb auf. 1941 folgten Umspurung und Einbindung der elektrischen Kleinbahn Zinzendorfgasse–Mariatrost ins Straßenbahnnetz, die größte Netzausdehnung betrug rund 40 Kilometer. Im gleichen Jahr wurde die erste O-Bus-Linie nach Straßgang eröffnet.
1949 wurden die Verkehrsbetriebe ein Teil der Stadtwerke Graz. Nach der Gründung der Grazer Stadtwerke AG 1960 wurden die GVB in diese eingegliedert. 1967 wurde die letzte O-Bus-Linie umgestellt. Der schaffnerlose Betrieb begann ein Jahr später. 1969 wurden die ersten Fahrscheinautomaten aufgestellt. 1971 gründete sich der Verein Tramway-Museum Graz. Die ersten Gelenkbusse wurden 1977 in Betrieb genommen. 1988 traten die ersten Straßenbahnfahrerinnen ihren Dienst an. Der erste Niederflurbus wurde 1990 angeschafft. 1994 wurden die GVB-Kooperationspartner im Verkehrsverbund Steiermark. Der Umbau des Jakominiplatzes mit Wendeschleifen 1996 ermöglichte den Straßenbahnbetrieb auch bei gesperrter Herrengasse.
2001 wurden die ersten Niederflur-Straßenbahnwagen vom Typ Cityrunner in Betrieb genommen, 2003 wurden 7 Nachtbuslinien eingeführt. Die erste Verlängerung seit über 15 Jahren zum neuen Nahverkehrsknoten Graz-Puntigam wurde 2006 vorgenommen. Eine Verlängerung zum Einkaufszentrum und Nahverkehrsknoten Murpark und die Verlängerung der Linie 6 ins Peterstal folgten 2007.
Bis Ende 2012 wurden alle Durchsagen in den Fahrzeugen der Graz Linien von der Autorin, Moderatorin und ausgebildeten Sprecherin Christine Brunnsteiner gesprochen. 2012 wurden englische Ansagen allerdings von der aus Amerika stammenden Universitätsprofessorin Marjorie Rosenberg neu übersetzt und eingesprochen. Als Jingle werden die ersten Takte des Dachsteinliedes benutzt.

### U-Bahn-Planungen

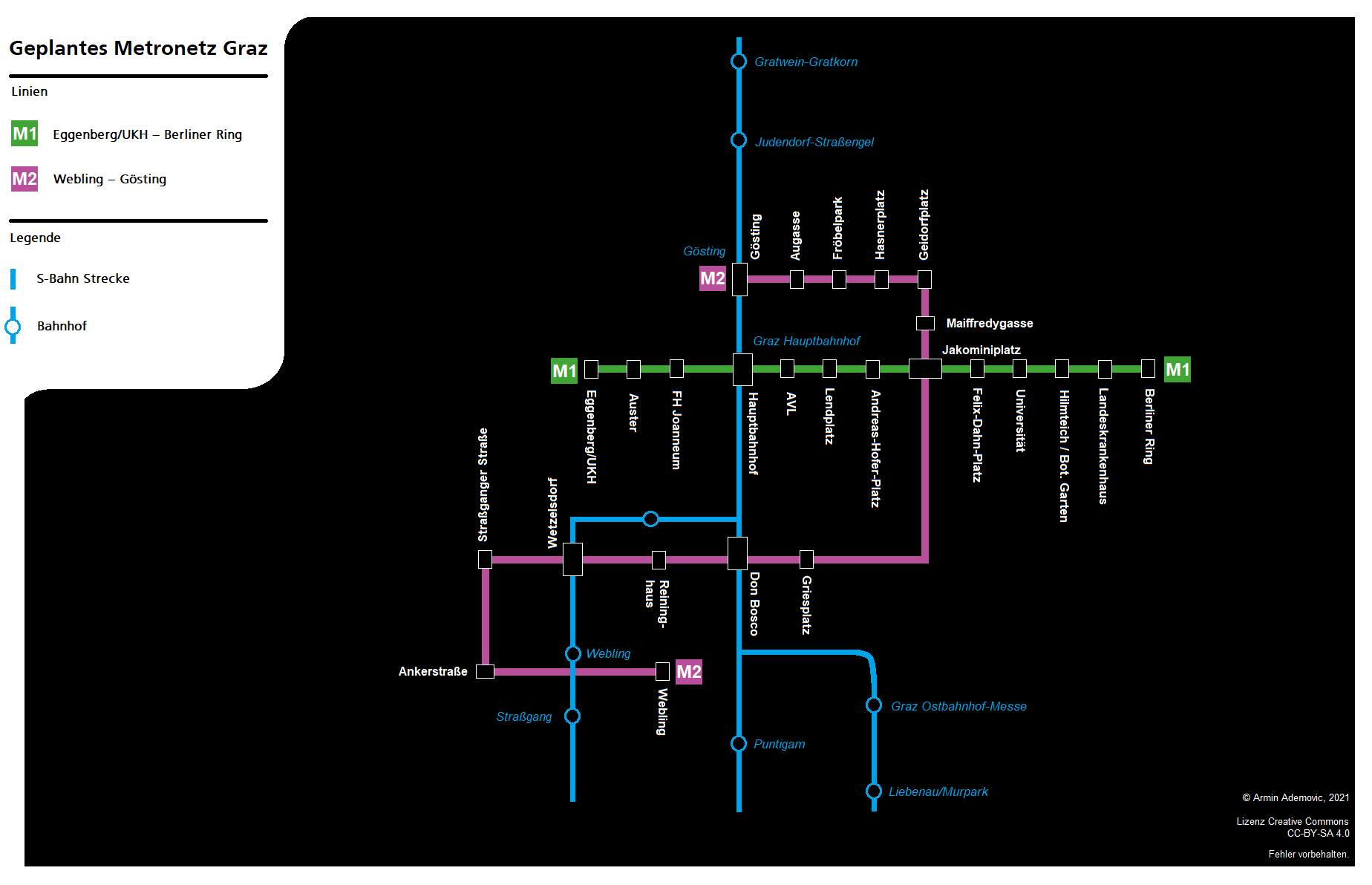
Das geplante Netz der Metro Graz.

Am 18. Februar 2021 brachte Bürgermeister Siegfried Nagl (ÖVP) die schon seit der Jahrtausendwende immer wieder diskutierte Idee einer U-Bahn in Graz wieder auf. Ein Konzept unter dem Namen „MUM – Moderne Urbane Mobilität 2030+“ für die Metro Graz wurde im Messecongress Graz vorgestellt. Ziel war es demnach, die neue Mini-U-Bahn bis 2030 fertigzustellen. Die Baukosten sollten etwa 3,3 Milliarden Euro betragen. Sie sollte zwei Linien, M1 (11,9 km) und M2 (13,5 km), umfassen mit insgesamt 25,4 km, die jeweils eine Ost-West- und eine Nord-Süd-Verbindung innerhalb des Grazer Stadtgebietes bilden. Die Mini-Metro sollte täglich 200.000 Menschen befördern und soll in einem Takt von 2½ bis 5 Minuten fahren. Die Spitzengeschwindigkeit einer U-Bahn-Garnitur soll 80 km/h betragen, die Durchschnittsgeschwindigkeit 36 km/h.
Im Vorfeld der Gemeinderatswahlen in Graz 2021 wurde von der Kleinen Zeitung eine Umfrage gestartet. Bei dieser gaben nur 18 % an, dass sie eine U-Bahn in Graz vorziehen. Insgesamt 80 % der Befragten stimmten für den Ausbau des Straßenbahnnetzes ab oder bevorzugten den Ausbau der S-Bahn Steiermark im Raum Graz.
Im Oktober liefen die Koalitionsverhandlungen zwischen den Wahlsiegern der Gemeinderatswahl 2021 – der KPÖ, SPÖ und den Grünen – auf Hochtouren. Im Zuge dessen wurde beschlossen, das Budget der geplanten Metro auf den Ausbau der Straßenbahn Graz zu legen.
Am 24. Mai 2022 wurde das Endergebnis der Debatte um Alternative Konzepte im öffentlichen Verkehr in Graz vorgestellt. In einem Expertenbericht wurde eine „City-S-Bahn“ am effizientesten eingestuft. Bei der geplanten Metro seien laut den Experten die Erstinvestitions- sowie jährliche Kosten für Infrastruktur und Betrieb zu hoch. Die Investitionen, Instandhaltungen und ein Betrieb von 60 Jahren wurden auf 6,7 Milliarden Euro geschätzt.
| Linie | Strecke                                                      | Haltestellen | Länge   |
| ----- | ------------------------------------------------------------ | ------------ | ------- |
| M1    | Eggenberg/UKH – Hauptbahnhof – Jakominiplatz – Berliner Ring | 13           | 11,9 km |
| M2    | Gösting – Jakominiplatz – Don Bosco – Reininghaus – Webling  | 14           | 13,5 km |

## Linien

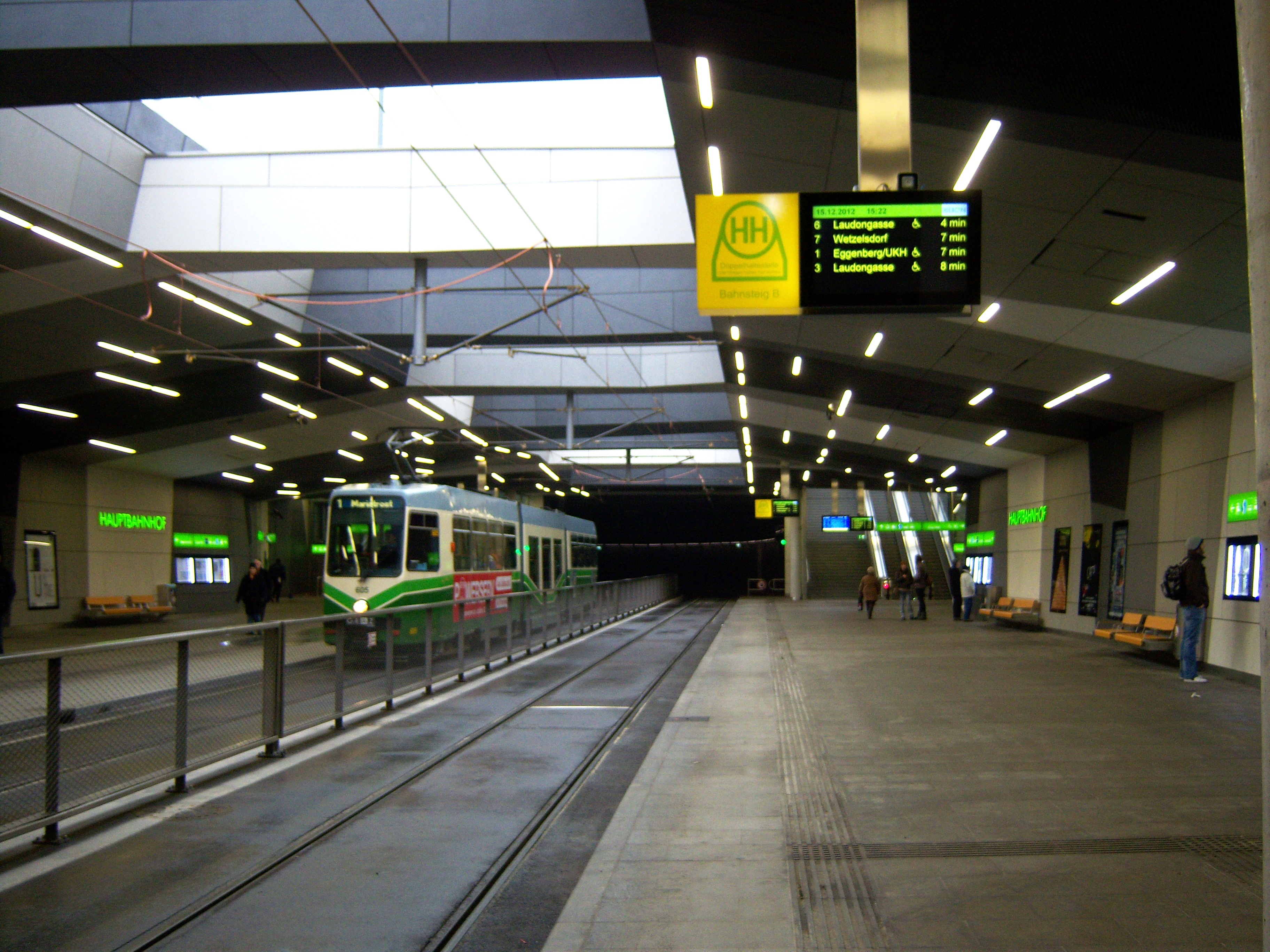
Die Straßenbahn-Tunnelhaltestelle beim Hauptbahnhof

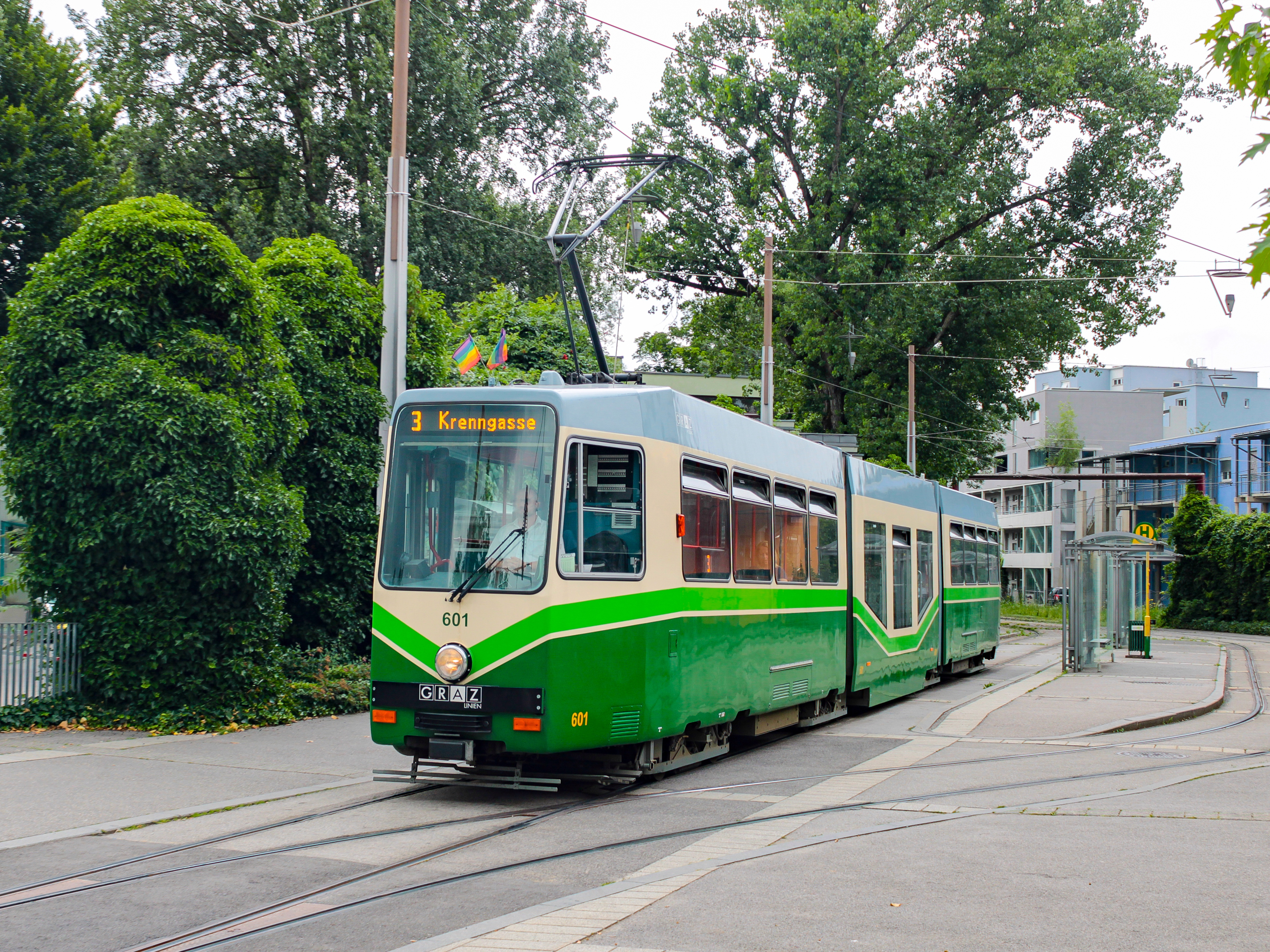
Straßenbahn-Gelenkwagen der Type 600 mit Niederflur-Mittelteil auf der Linie 3 in Andritz (2023)

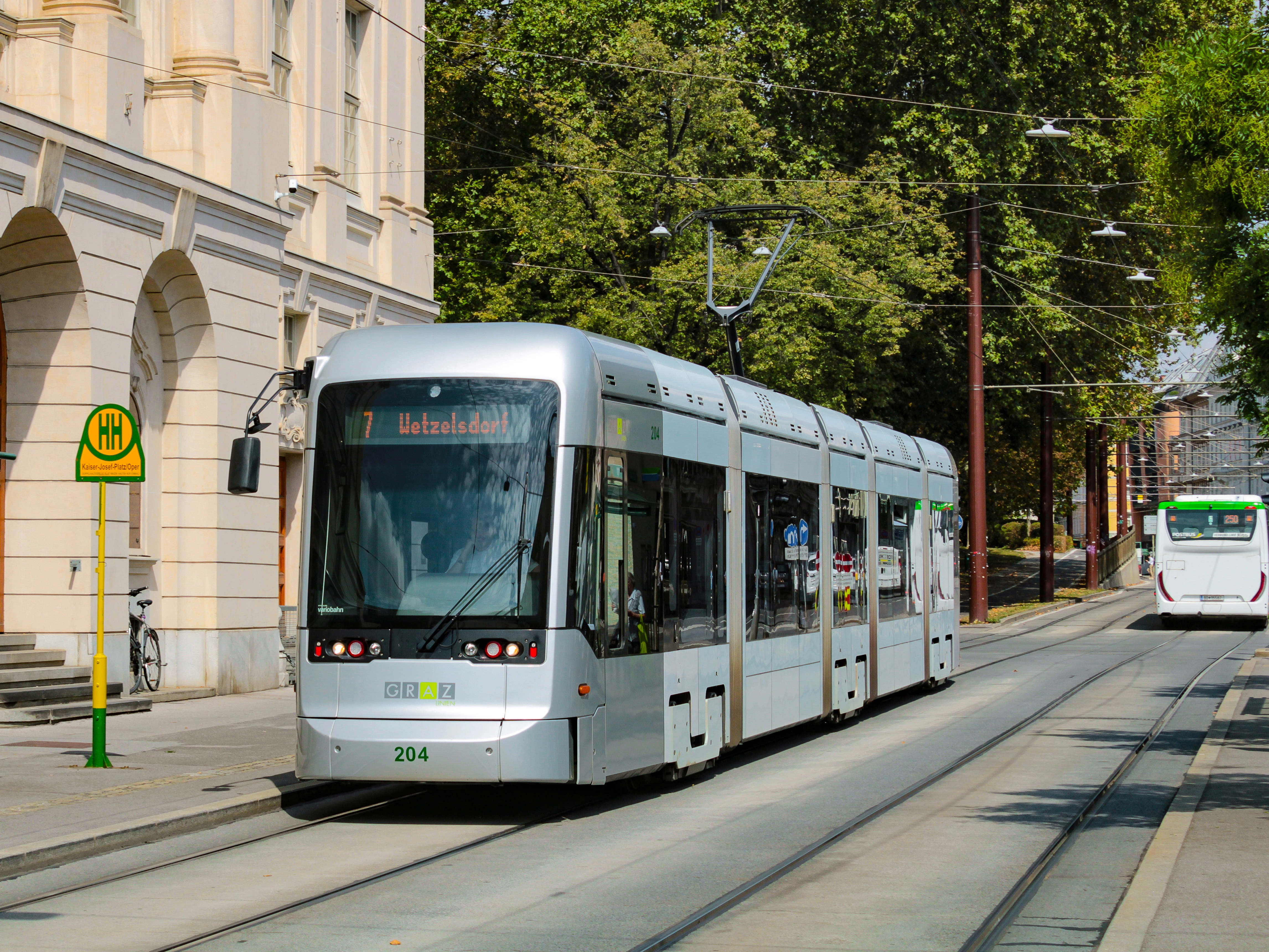
Stadler Variobahn am Kaiser-Josef-Platz auf der Linie 7 Richtung LKH MED UNI

Die Graz Linien bedienen mit zurzeit 8 Straßenbahn- und 26 Autobuslinien den Großteil des innerstädtischen Nahverkehrsnetzes. Als weiterer Service werden an Samstagen, Sonn- und Feiertagen frühmorgens 8 Nachtbuslinien angeboten, die von 0 bis 3 Uhr früh auf vom Zentrum in die Außenbezirke sowie neuerdings auch auf außerhalb von Graz führenden Strecken verkehren.
Den Hauptverkehrsknotenpunkt stellt der Jakominiplatz dar, auf dem alle Nachtbus- und Straßenbahnlinien sowie 8 der 33 regulären Buslinien zusammentreffen. Weitere Verkehrsknotenpunkte sind der Hauptplatz (alle Straßenbahnlinien außer 23) und der Hauptbahnhof (Endstation von sieben Buslinien). Im Zuge des Baus der Verkehrsdrehscheibe Hauptbahnhof wurde am 26. November 2012, erstmals in Graz, eine Straßenbahn-Tunnelhaltestelle eröffnet. Somit wird der Hauptbahnhof nun direkt von allen durch die Annenstraße geführten Linien angefahren. Die zuvor am Hauptbahnhof wendenden Linien 3 und 6 fahren daher nun die neue Endstelle „Laudongasse“ an, die sich drei Stationen nach der bisherigen Endstelle befindet und zu diesem Zweck 2010 neu errichtet wurde.
Die letzten Erweiterungen des Netzes waren der Ausbau der Linie 7 mit den zwei neuen Haltestellen St. Leonhard / Klinikum Mitte und LKH Med Uni / Klinikum Nord, der Linie 4 von Liebenau entlang dem Autobahnzubringer Ost zum neuen Einkaufszentrum Murpark inklusive Park+Ride-Parkplatz mitten im Stadtteil Liebenau und die Verlängerung der Linie 5 zum neuerrichteten Bus- und S-Bahnhof Puntigam. Auch die Linie 6 wurde von St. Peter in Richtung Peterstal verlängert (Eröffnung am 9. November 2007). Mit insgesamt etwa 3½ km Neubaustrecke sind dies die größten Ausbauarbeiten am Grazer Straßenbahnnetz seit über 40 Jahren (nachdem in den 1950er und 1960er Jahren rund 15 Kilometer des damals in der größten Netzausdehnung etwa 41 Kilometer umfassenden Netzes eingestellt worden waren).

### Liniennummern

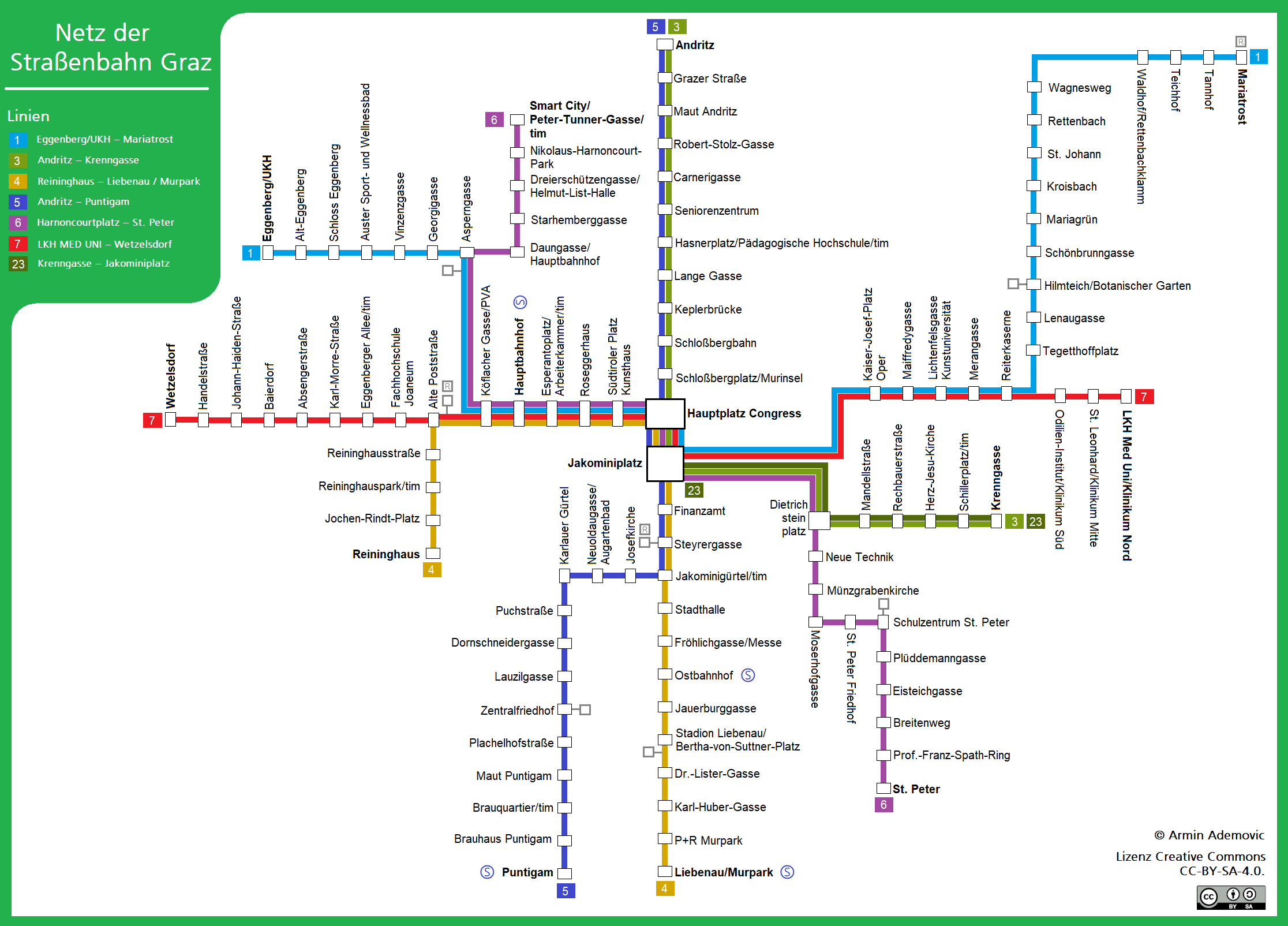
Straßenbahn-Linienplan 2021

Das Schema der Grazer Linienbezeichnungen umfasst drei Liniennummernbereiche:
- reguläre Straßenbahnlinien erhalten Nummern von 1 bis 9 (wobei 2, 8 und 9 derzeit nicht verwendet werden)
- für Straßenbahn-Sonderlinien sind die Nummern 11 bis 27 vorgesehen. Die 10er-Linien überqueren den Jakominiplatz (z. B. Linie 13), die 20er-Linien wenden am Jakominiplatz (z. B. Linie 20). Die Einerstelle bezeichnet einen (bzw. den) befahrenen Linienast einer regulären Linie. Spätestens mit der Einführung der Linie 12 (die, bis sie 2009 wieder eingestellt wurde, am Wochenende auf jeweils einer Teilstrecke der Linien 4/5 und 7 verkehrte) wurde dieses Schema jedoch durchbrochen, da die Bezeichnungen 14, 15 und 17 bereits für andere Sonderlinien verwendet worden waren.
- Kann aufgrund von Bauarbeiten ein Teil mehrerer Straßenbahnlinien nicht befahren werden (z. B. Bauarbeiten in der Herrengasse) werden manche Straßenbahnlinien kombiniert geführt und erhalten eine Liniennummer nach dem Format niedrigere Liniennummer/höhere Liniennummer (z. B. Linie 4/7 oder Linie 5/6, die von Liebenau/Puntigam bis zum Jakominiplatz dem Linienverlauf der Linie 4 oder 5 folgt, dort aber an einem anderen Steig hält, von wo an sie dem Verlauf der Linie 7 oder 6 bis zum LKH/St. Peter folgt)
- Buslinien werden von 30 aufwärts nummeriert; dabei werden die Nummern 30 bis 40 für jene Linien vergeben, die über den Jakominiplatz führen. Tangentiallinien haben Nummern im 60er-Bereich, einige Zubringerlinien zu Straßenbahn(end)stationen führen Liniennummern im 70er-Bereich, wobei die Einerstelle die betreffende Straßenbahnlinie angibt (z. B. 74 als Zubringer von Dörfla zur Endstation Liebenau/Murpark der Straßenbahnlinie 4). Bei linienmäßigen Kurzführungen wird die Liniennummer um ein „E“ ergänzt (z. B. befahren die Busse der Linie 34E nur eine Teilstrecke der Linie 34), gibt es mehr als eine linienmäßige Kurzführung wird eine um ein „E“, die andere um ein „A“ ergänzt (Stand Juli 2025 nur auf der Linie 65, 65E und 65A). Überquert eine Linie die Kernzonengrenze, wird die Nummer um ein „U“ (für Umland) ergänzt (z. B. Linie 76U von Schulzentrum St. Peter nach Grambach bzw. Hausmannstätten oder Premstätten b. Vasoldsberg). Diese Bezeichnung ist notwendig, um die Linien als Stadtbusse, die die Stadt- bzw. Kernzonengrenze überqueren, zu kennzeichnen und dennoch ein Unterscheidungsmerkmal zu Regionalbussen zu bieten, da Regionalbusse nicht für Fahrten innerhalb von Graz genutzt werden dürfen, die Stadtbuslinien mit einem U in der Liniennummer allerdings schon.

Darüber hinaus werden für außerplanmäßige Einschubkurse (z. B. nach Betriebsstörungen) und auf Fahrzeugen, für die es keine entsprechenden Linientafeln gibt oder auf denen sie nur schwierig zu wechseln sind, (z. B. Straßenbahnwagen mit Blech-Liniennummer) auch die Kennzeichnungen „E“ (Straßenbahn und Bus) und 88 oder 99 (Innenanzeigen in Bussen) verwendet.

### Straßenbahnlinien
Die Farben der Straßenbahnlinien entsprechen der Farbgebung des offiziellen Liniennetzplans. Die Beschriftung bei den Straßenbahngarnituren der Reihe 500 ist einheitlich Grün auf schwarzem Grund bei LCD- oder Orange auf schwarzem Grund bei LED-Anzeigen bei allen anderen Straßenbahntypen.
- Eggenberg/UKH – Hauptbahnhof S – Jakominiplatz – Mariatrost
- Andritz – Jakominiplatz – Krenngasse
- Reininghaus – Hauptbahnhof S – Jakominiplatz – Ostbahnhof S – Liebenau/Murpark S
- Andritz – Jakominiplatz – Puntigam S
- Smart City / Peter-Tunner-Gasse – Hauptbahnhof S – Jakominiplatz – St. Peter
- Wetzelsdorf – Hauptbahnhof S – Jakominiplatz – LKH Med Uni/Klinikum Nord
- Krenngasse – Jakominiplatz

### Buslinien

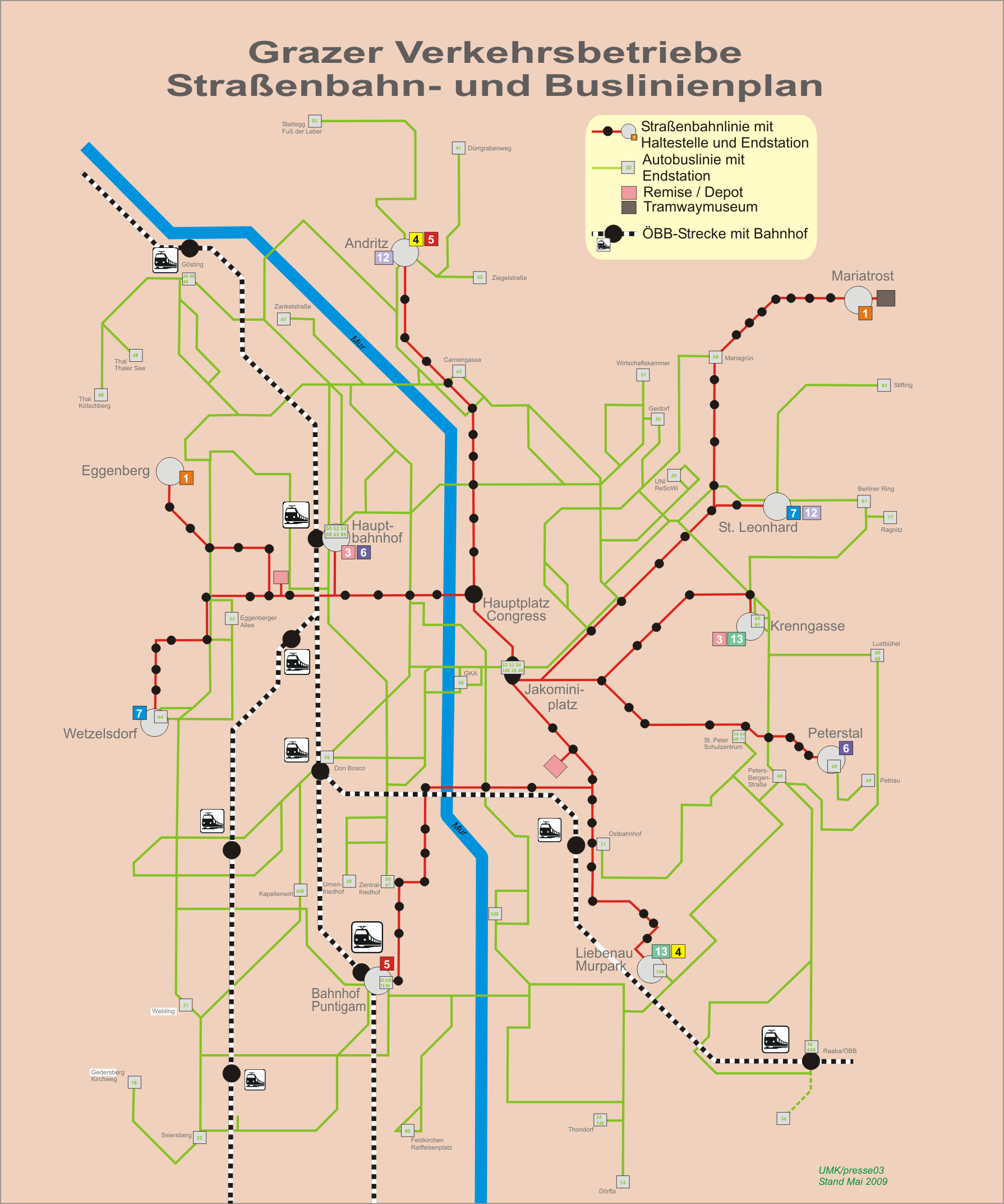
Straßenbahn- und Buslinienplan GVB 2008

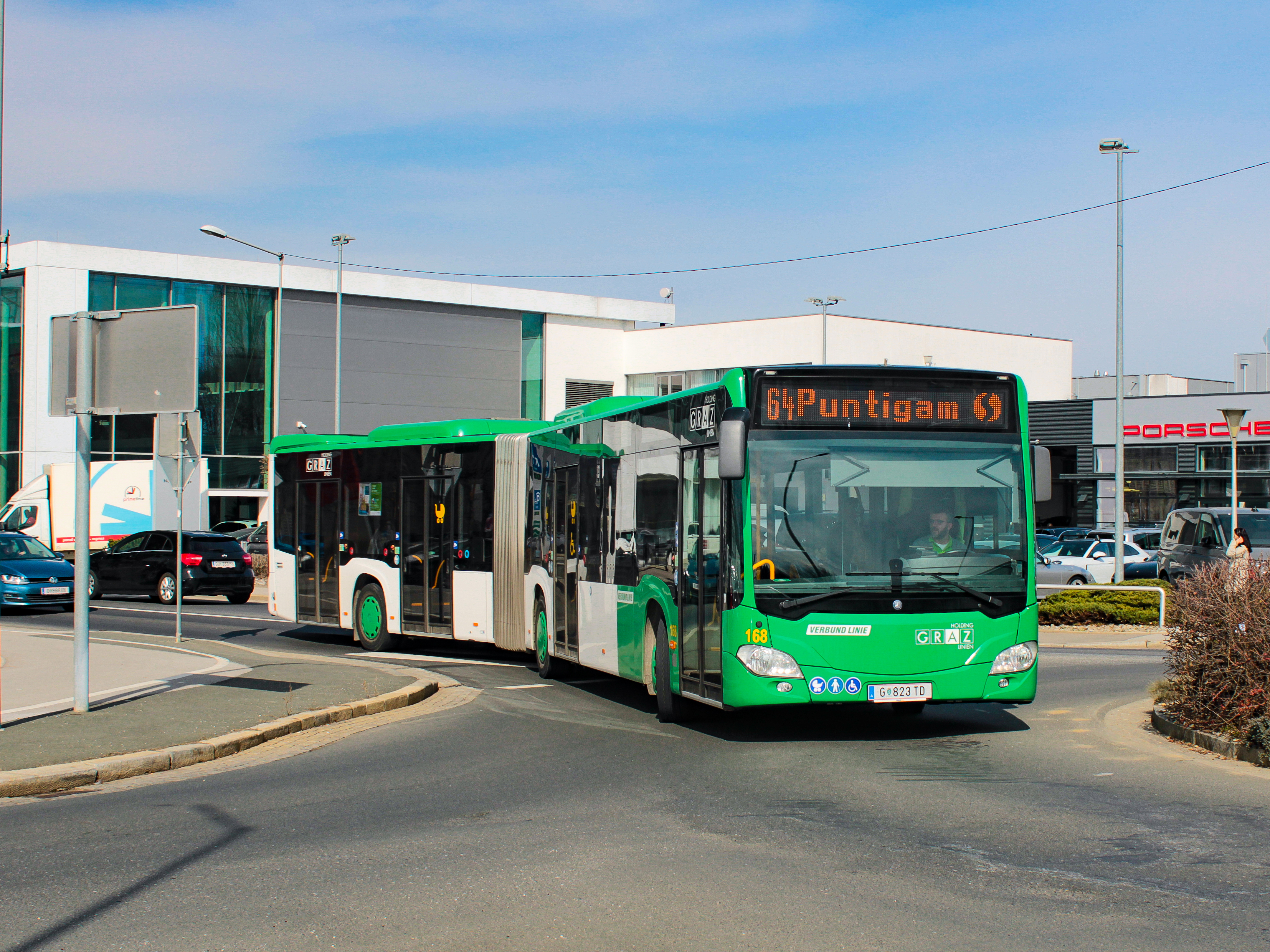
Citaro-Gelenkbus auf der Linie 64

- Gebietskrankenkasse – Geidorf
- Webling – Uni-ReSoWi
- Webling – Jakominiplatz (Abend- und Wochenendverkehr)
- Jakominiplatz – Seiersberg
- Jakominiplatz – Peter-Rosegger-Straße
- Jakominiplatz – Thondorf
- Jakominiplatz – Theyergasse
- Wirtschaftskammer – Urnenfriedhof
- Gösting – Jakominiplatz
- St. Leonhard / Klinikum Mitte – Dürrgrabenweg
- Dürrgrabenweg – Andritz (nur abends sowie sonn- und feiertags)
- Gösting – Thal – Kötschberg
- 48A Gösting  – Thalersee
- Zentralfriedhof – Hauptbahnhof – Ziegelstraße
- Andritz – Ziegelstraße
- Hauptbahnhof – Stattegg-Fuß der Leber
- Hauptbahnhof – Ragnitz
- Krenngasse – Lustbühel
- Berliner Ring – Krenngasse
- Puntigam – WKO-Wifi/tim
- Hauptbahnhof – Schulzentrum St. Peter
- St. Leonhard / Klinikum Mitte – Puntigam
- St. Leonhard / Klinikum Mitte – Liebenau/Murpark (nur abends sowie sonn- und feiertags)
- Puntigam – Grottenhofstraße – Reininghaus – Gösting
- Grottenhofstraße – Reininghaus – Gösting (Teilabschnitt der Linie 65, nur abends sowie sonn- und feiertags)
- Puntigam – Kapellenwirt (nur montags bis freitags abends)
- Schulzentrum St. Peter – Grottenhofstraße
- Zentralfriedhof – Zanklstraße
- Jakominiplatz – Zanklstraße (nur abends sowie sonntags)
- St. Peter – Lustbühel
- St. Peter – Petri Au
- Liebenau/Murpark – Walter Percy Chrysler Platz – Schulzentrum St. Peter
- Liebenau/Murpark – Thondorf
- Liebenau/Murpark – Center Ost
- Gedersberg Kirchweg / Pirka – Puntigam
- Puntigam Bahnhof – Rudersdorf – Feldkirchen Raiffeisenplatz
- Stifting – St. Leonhard / Klinikum Mitte

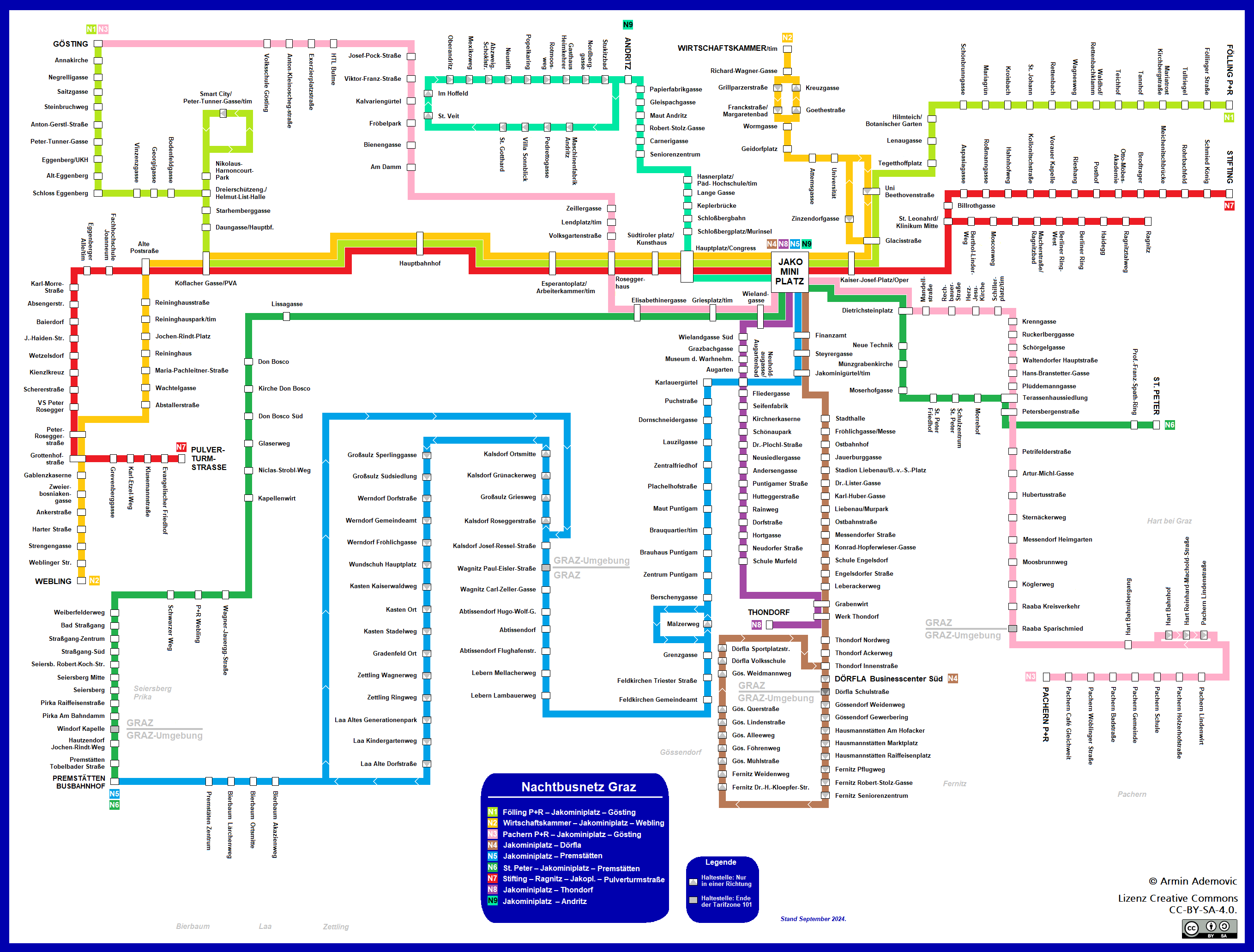
Nachtbusnetz in Graz

### Nightlines
Die Nightlines der GL verkehren in den Nächten von Freitag auf Samstag, Samstag auf Sonntag sowie vor Feiertagen, jeweils um 00:30, 01:30 und 02:30 Uhr ab Jakominiplatz. Die Nachtbuslinien verkehren hauptsächlich entlang der Straßenbahnlinien oder stark ausgelasteten Buslinien.
- Gösting – Smart City – Hauptbahnhof – Jakominiplatz – Mariatrost – P+R Fölling
- Wirtschaftskammer – Universität – Jakominiplatz – Hauptbahnhof – Reininghaus – Webling
- Gösting – Jakominiplatz – Krenngasse – Raaba – P+R Pachern
- Jakominiplatz – Liebenau/Murpark – Dörfla – Hausmannstätten – Fernitz – Gössendorf
- Unterpremstätten – Wundschuh – Werndorf – Laa – Kalsdorf bei Graz – Feldkirchen – Puntigam – Jakominiplatz
- Unterpremstätten – Seiersberg – Jakominiplatz – St. Peter
- Karl-Etzel-Weg – Wetzelsdorf – Jakominiplatz – St. Leonhard – Stifting – Ragnitz
- Jakominiplatz – Thondorf
- N9 Jakominiplatz – Oberandritz – Andritz

### Schienenersatzverkehr
Falls eine Straßenbahnlinie wegen Bauarbeiten oder in Folge einer Betriebsstörung nicht befahren kann, erhält der Ersatzverkehr die Liniennummer E+Liniennummer(n) der Straßenbahnlinie(n), die er ersetzt, z. B. im Frühjahr 2017 E4,5 als Ersatz für die Linien 4 und 5 zwischen Andritz und Jakominiplatz oder ab Frühling 2021 E1 als Ersatz für die Linie 1 zwischen Hilmteich / Botanischer Garten und Mariatrost.

## Wagenpark

### Busse
Seit 1999 werden Busse des Typs Mercedes-Benz Citaro eingesetzt. Die letzten Busse der ersten Citaro-Generation (2006) wurden im Juni 2019, die Facelift-Modelle Ende 2020 ausgemustert. Seit Ende 2004 fährt die Busflotte mit Biodiesel, Ausnahme waren vier Busse mit Erdgasantrieb, die von 2009 bis 2020 unterwegs waren und weitere vier Busse mit Elektroantrieb. Seit 2018 sind alle Busse klimatisiert. Im August 2022 konnten die ersten hybridelektrischen Busse im Fuhrpark aufgenommen werden.
In der Kärntner Straße befindet sich das Buscenter, in dem alle Busse der Graz Linien abgestellt und gewartet werden.
Aktuell verfügen die Verkehrsbetriebe über (nach Auslieferung sortiert):
| Nr.     | Stück | Hersteller      | Bauart           | Typ                 | Antrieb                  | Auslieferung | Bemerkungen                          | Foto |
| ------- | ----- | --------------- | ---------------- | ------------------- | ------------------------ | ------------ | ------------------------------------ | --- |
| 3       | 1     | MAN, Eigenumbau | Cabriobus        | MAN SL 200          | Diesel Euro III          | 2003         | Cabriobus, umbau eines MAN SL 200    | |
| -       | 3     | Volvo           | Reisebus         | Volvo 9700HD        | Diesel EEV               | ?            | Fahrschul-, Sonder- und Reisefahrten | |
| 15      | 1     | Mercedes-Benz   | Gelenkbus (18 m) | Citaro 2 G          | Diesel Euro VI           | 2015         |                                      | Bild gesucht Die Wikipedia wünscht sich an dieser Stelle ein Bild. Motiv: Nr. 15 Falls du dabei helfen möchtest, erklärt die Anleitung , wie das geht. |
| 123–129 | 7     | Mercedes-Benz   | Solobus (12 m)   | Citaro 2 N3         | Diesel Euro VI           | 2015         |                                      | |
| 119–122 | 4     | Mercedes-Benz   | Solobus (12 m)   | Citaro 2 N3         | Diesel Euro VI           | 2016         |                                      | |
| 16–23   | 8     | Mercedes-Benz   | Gelenkbus (18 m) | Citaro 2 G          | Diesel Euro VI           | 2016         |                                      | |
| 24–43   | 20    | Mercedes-Benz   | Gelenkbus (18 m) | Citaro 2 G          | Diesel Euro VI           | 2017         |                                      | |
| 70–105  | 36    | Mercedes-Benz   | Solobus (12 m)   | Citaro 2 N3         | Diesel Euro VI           | 2017/2018    |                                      | |
| 106–118 | 13    | Mercedes-Benz   | Solobus (12 m)   | Citaro 2 N3         | Diesel Euro VI           | 2019         |                                      | |
| 165–181 | 17    | Mercedes-Benz   | Gelenkbus (18 m) | Citaro 2 G          | Diesel Euro VI           | 2019         |                                      | |
| 44+45   | 2     | Mercedes-Benz   | Gelenkbus (18 m) | Citaro 2 G          | Diesel Euro VI           | 2019         |                                      | |
| 46–50   | 5     | Mercedes-Benz   | Gelenkbus (18 m) | Citaro 2 G          | Diesel Euro VI           | 2020         |                                      | |
| 51–59   | 9     | Mercedes-Benz   | Gelenkbus (18 m) | Citaro 2 G          | Diesel Euro VI           | 2021         |                                      | |
| 182–198 | 17    | Mercedes-Benz   | Gelenkbus (18 m) | Citaro 2 G Hybrid   | Hybridelektrisch Euro VI | 2022         |                                      | |
| 940     | 1     | Hyundai         | Solobus (11 m)   | ELEC CITY Fuel Cell | Wasserstoff              | 2022         | Wasserstoffbus                       | |
| 132–160 | 29    | Mercedes-Benz   | Gelenkbus (18 m) | Citaro 2 G Hybrid   | Hybridelektrisch Euro VI | 2023/2024    |                                      | |

| Wagennummer | Stück | Auslieferung | Hersteller    | Bauart            | Typ                   | Antrieb            | Ausmusterung | Bemerkung                                            | Foto |
| ----------- | ----- | ------------ | ------------- | ----------------- | --------------------- | ------------------ | ------------ | ---------------------------------------------------- | ---- |
| 15–29       | 15    | 1999/2000    | Mercedes-Benz | Dreiachser (15 m) | Citaro 1 L            | Diesel Euro III    | 2010–2015    |                                                      |      |
| 30–48       | 19    | 2004         | Mercedes-Benz | Dreiachser (15 m) | Citaro 1 L            | Diesel Euro III    | 2017/2018    |                                                      |      |
| 100–118     | 19    | 2006         | Mercedes-Benz | Solobus (12 m)    | Citaro 1 N3           | Diesel Euro III    | 2018/2019    |                                                      |      |
| 165–181     | 17    | 2006         | Mercedes-Benz | Gelenkbus (18 m)  | Citaro 1 G            | Diesel Euro III    | 2018/2019    |                                                      |      |
| 57–60       | 4     | 2009         | Mercedes-Benz | Solobus (12 m)    | Citaro 1 Facelift CNG | Erdgas             | 2020         | Die bisher letzten Erdgas-Busse in Graz              |      |
| 9           | 1     | 2013         | Mercedes-Benz | Kleinbus          | Sprinter City 77      | Diesel Euro VI     | 2020         |                                                      |      |
| 182–198     | 17    | 2012         | Mercedes-Benz | Gelenkbus (18 m)  | Citaro 2 G            | Diesel EEV         | 2022         |                                                      |      |
| 130+131     | 2     | 2013         | Mercedes-Benz | Solobus (12 m)    | Citaro 2 N3           | Diesel EEV         | 2023         | Ein Fahrzeug wurde an die Stadtwerke Leoben verkauft |      |
| 132–164     | 33    | 2013         | Mercedes-Benz | Gelenkbus (18 m)  | Citaro 2 G            | Diesel EEV         | 2023/2024    |                                                      |      |
| 941         | 1     | 2022         | MAN           | Solobus (12 m)    | Lion’s City 12E       | batterieelektrisch | 2024         |                                                      |      |

Seit 2004 sind alle Linienbusse Niederflurbusse. 2010 ging der erste serienreife Hybridbus von Volvo in eine dreijährige Testphase.
Ein besonderes Angebot stellt der sogenannte „Cabrio-Bus“ dar, ein früherer Linienbus, dem das Dach abgenommen wurde, und der in den Sommermonaten für Stadtrundfahrten zu historischen Orten in Graz und für „Vollmondfahrten“ genutzt wird. Bei schlechtem Wetter dient eine Plastikplane als Schutz.
Zwischen 1. Oktober 1941 und 26. August 1967 gab es auch eine O-Bus-Strecke mit zwei Linien (O1, O2) nach Straßgang und zwischen dem 19. Jänner 1952 und dem 13. Dezember 1964 eine weitere Strecke mit zwei Linien (O3, O4) nach Liebenau/Dörfla.
2007 wurde im Grazer Gemeinderat die Wiedereinführung von O-Bussen diskutiert. Eine Studie ergab, dass der Parallelbetrieb eines dritten Transportsystems aus Kostengründen für das Verkehrsunternehmen nicht sinnvoll ist.

### Straßenbahnwagen
Der Straßenbahn-Wagenbestand der Graz Linien besteht aus vier verschiedenen Typen (regelmäßig im Einsatz):
| Nummern | Stück | Hersteller   | Typ          | Baujahr(e) | Länge in m | Bemerkungen                                                               | Foto |
| ------- | ----- | ------------ | ------------ | ---------- | ---------- | ------------------------------------------------------------------------- | ---- |
| 501–510 | 10    | SGP Graz     | Typ Mannheim | 1978       | 25,34 m    | durchgehend hochflurig, dreiteilig                                        |      |
| 601–612 | 12    | SGP Graz     |              | 1986/1987  | 27 m       | 1999 wurden nachträglich Niederflur-Mittelteile eingebaut, nun dreiteilig |      |
| 651–668 | 18    | Bombardier   | Cityrunner   | 2000/2001  | 27 m       | 100 % Niederflur                                                          |      |
| 201–245 | 45    | Stadler Rail | Variobahn    | 2009–2015  | 27 m       | 100 % Niederflur, Klimaanlage                                             |      |
| -       | 15    | Alstom       | Flexity      | ab 2024    | 33,81m     | Einsatz ab 2026 geplant, 100 % Niederflur                                 |      |

### Alternative Antriebsmodelle für Busse im Test

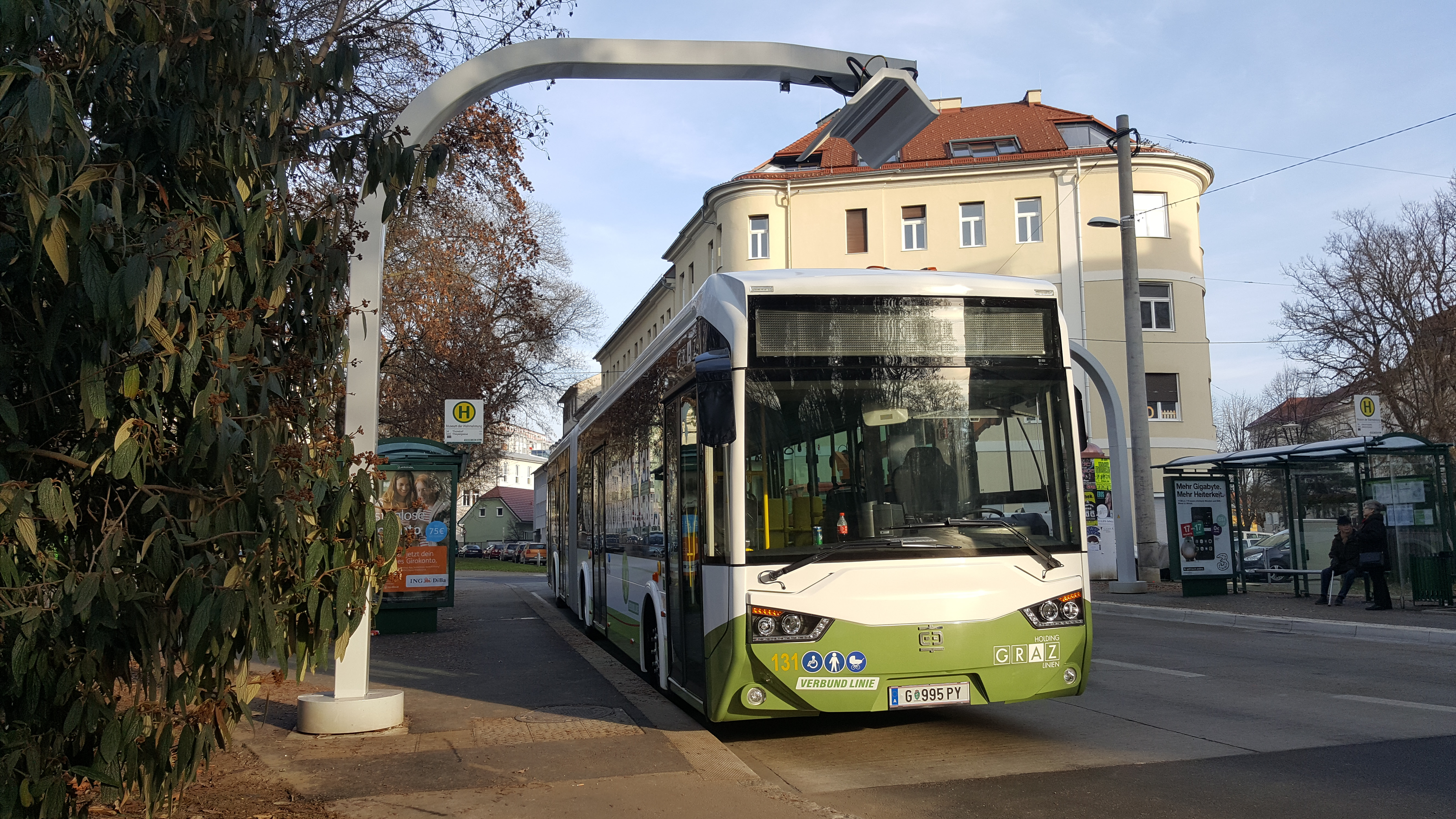
CRRC-E-Bus an der Haltestelle Museum der Wahrnehmung

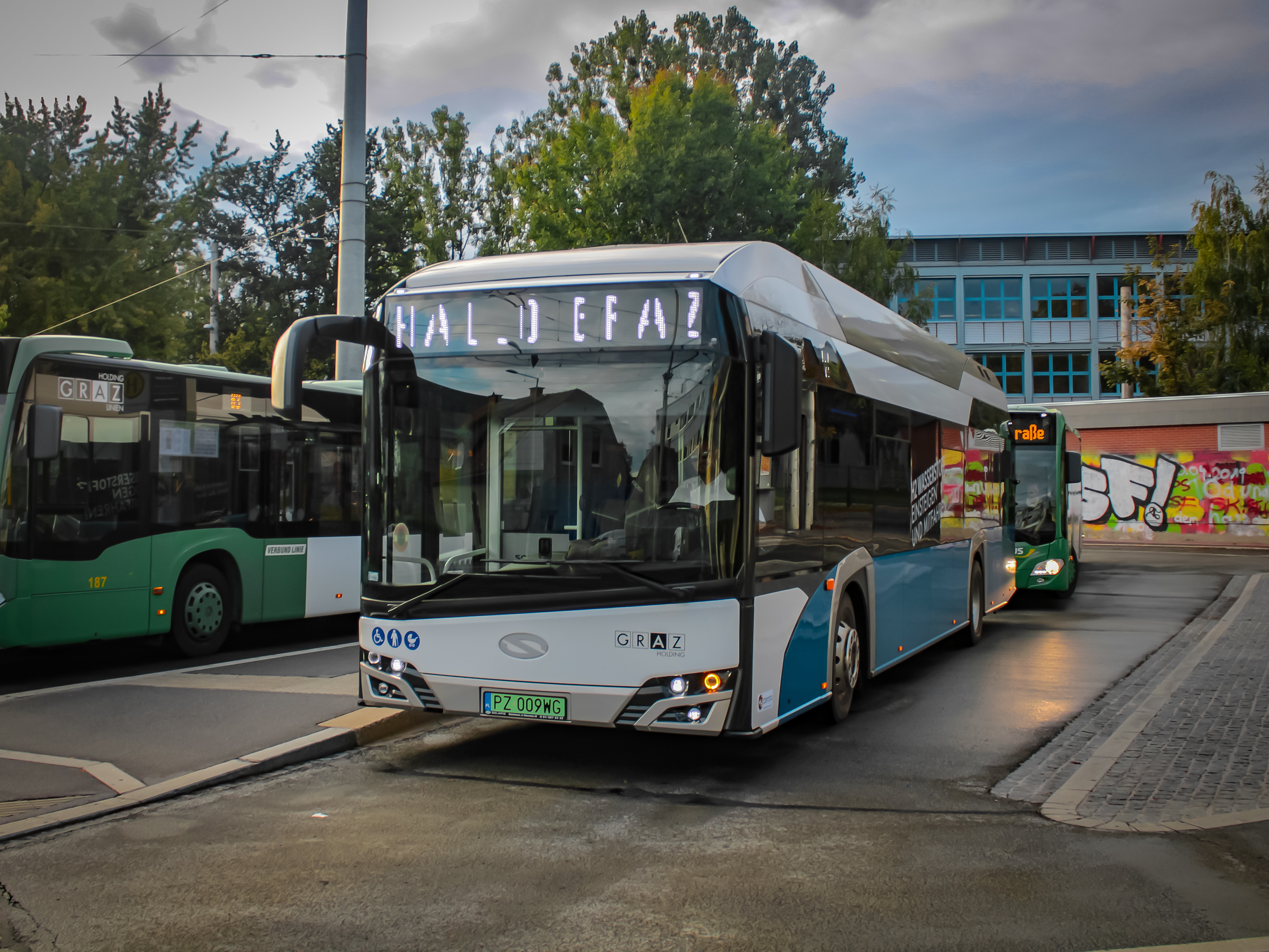
Wasserstoffbus der Graz Linien, August 2021

#### Elektrobusse
Die Linie 50 (Hauptbahnhof S – Zentralfriedhof) wurde von 18. April 2017 bis zum Frühjahr 2019 im Probebetrieb elektrisch betrieben. Die beiden 12 Meter langen E-Busse werden dabei zusätzlich zu normalen Dieselbussen als Verstärker eingesetzt. Sie sind gut durch ihre von der restlichen Busflotte der Graz Linien abweichende Gestaltung erkennbar. Der Einsatz von Elektrobussen auf der Linie 34E begann im Dezember 2017 und dauerte bis zum Herbst 2018. Dafür kamen Systeme vom bulgarischen Hersteller Chariot Motors und von der chinesischen Firma CRRC zum Einsatz.
Ursprünglich war geplant, beide Linien bereits ab Oktober 2016 im Testbetrieb elektrisch zu betreiben. Aufgrund technischer Probleme (Lenkung, Türsteuerung, Verkabelung etc.) verzögerte sich der Einsatz im Fahrgastbetrieb um 14 (Linie 34E) bzw. 7 Monate (Linie 50).
Seit 2018 gab es immer wieder Testeinsätze von Elektrobussen der Firmen Heuliez Bus, Irizar und EvoBus auf diversen Linien.

#### Wasserstoffbusse

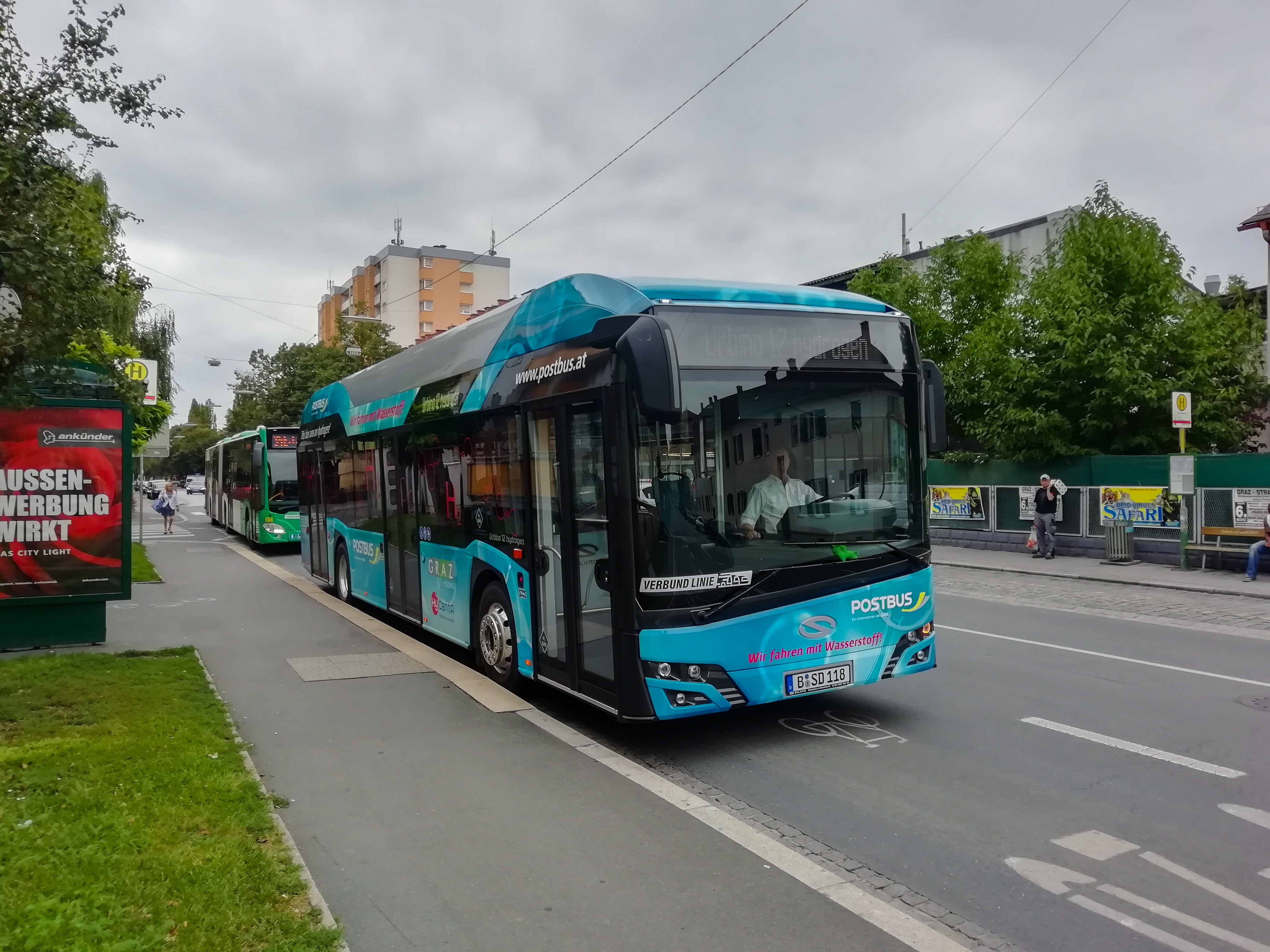
Wasserstoffbus von Solaris auf der Linie 34

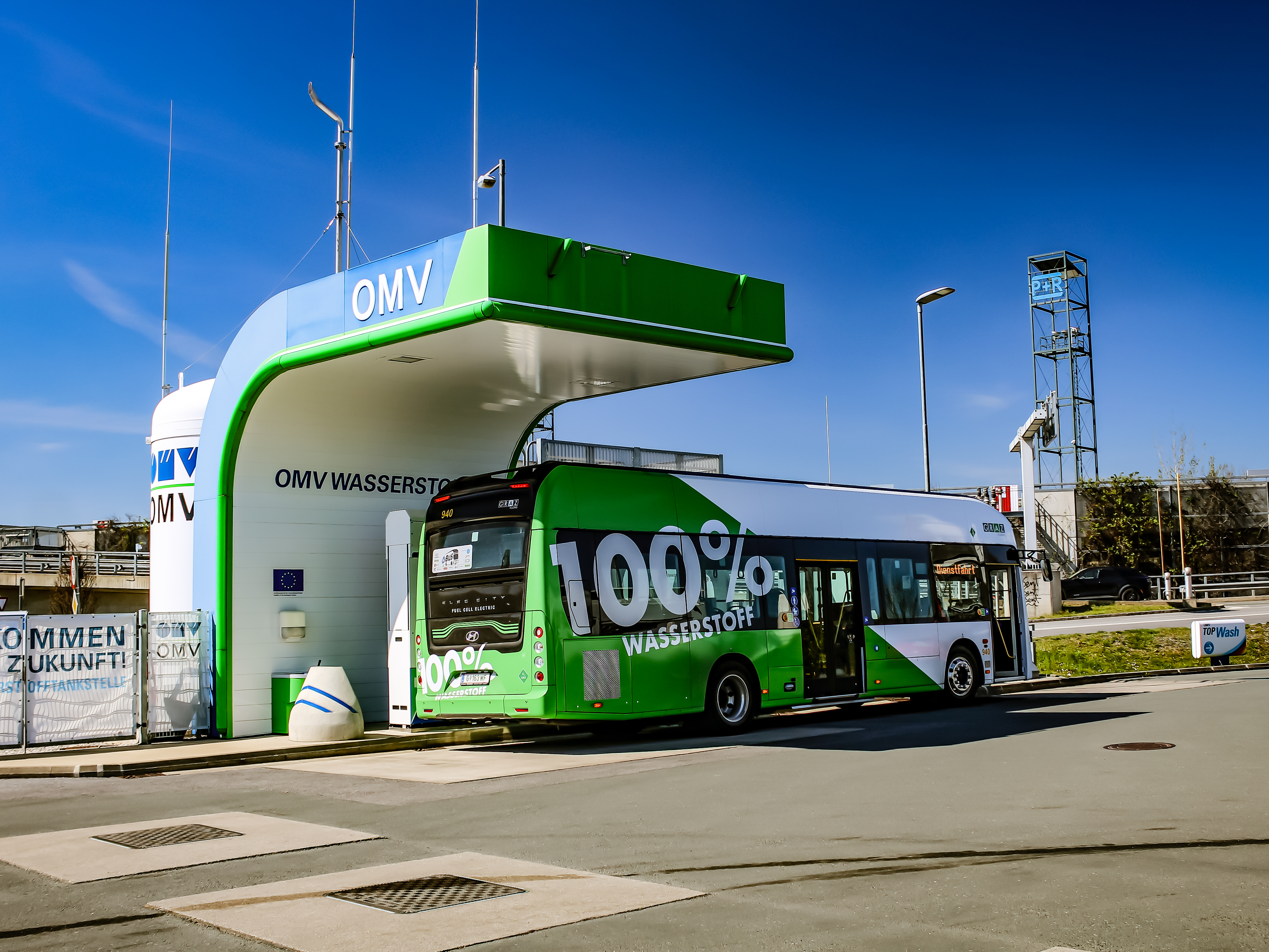
Wasserstoffbus der Graz Linien von Hyundai beim Tankvorgang an einer Wasserstofftankstelle

Mitte August 2019 wurde bei den Graz Linien und der Österreichischen Postbus AG ein Wasserstoffbus von Solaris getestet. Ab 2023 sollte im Rahmen des Projektes „move2zero“ auf der Linie 66 ausschließlich Wasserstoffbusse unterwegs sein. Im August/September 2021 war ebenfalls ein Wasserstoffbus von Solaris in Graz im Einsatz. Am 16. September 2021 wurde im Grazer Gemeinderat für die Anschaffung und den Test eines Wasserstoffbusses von der Firma Hyundai ein Budget von 250.000 Euro beschlossen. Im März 2022 wurde bekannt gegeben, dass der Bus gekauft wurde, dieser sollte ab Juni 2022 im Fahrgasteinsatz fahren. Der Bus konnte im April 2023 den Linienbetrieb aufnehmen.

## Besonderheiten
Die Straßenbahnlinie 2, die einst ringförmig um das Zentrum verkehrte, wurde im Jahr 1971 eingestellt. Der Grazer Gemeinderat möchte jedoch wieder eine solche Ringlinie zur Universität einrichten lassen.
Der Jakominiplatz ist der Innenstadt-Knotenpunkt der Verkehrsbetriebe, den alle Straßenbahnlinien passieren und von dem einige Buslinien ausgehen. Wendeschleifen, die dort 1996 eingerichtet wurden, erlauben nun einen Weiterbetrieb der Straßenbahn südlich der etwa für Großveranstaltungen gesperrten Herrengasse.
Von den GL wird auch die Standseilbahn auf den Schlossberg betrieben; die Nutzung erfolgt mit Fahrscheinen des steirischen Verkehrsverbundes ohne einen Extra-Tarif. Einer anderen Sparte der Holding Graz, den Freizeitbetrieben untersteht der Aufzug im Schlossberg. Für diesen müssen eigene Fahrscheine gelöst werden.
Die im Herbst 2014 eröffnete Grazer Märchenbahn im Schlossberg, Nachfolger der Märchengrottenbahn, wird autonom vom Kindermuseum Graz betrieben.

### Gestückelter Tunnel für die Straßenbahn
Mit der Tieferlegung der Straßenbahn am Hauptbahnhof am 26. November 2012 wurde der Bahnhofgürtel auch für Kfz durchlässiger gemacht. Passagiere der Straßenbahn finden allerdings keinen niveaugleichen Anschluss an die Unterführung zu den Bahnsteigen des Bahnhofs oder zur Annenpassage mit Geschäften vor, sondern müssen für diese Ziele hinauf und wieder hinunter. Das Bauwerk kommt mit zwei relativ kurzen Untergrundpassagen aus, da es sich im Bereich der Haltestelle nach oben öffnet. Dadurch konnten hohe Kosten für Sicherheitsauflagen, die für „echte“ (= längere) Tunnels gelten, vermieden werden. Diese Sicherheitsauflagen hätten es auch unmöglich gemacht, den Tunnel in der Nacht oder im Falle von Schienenersatzverkehren mit Bussen zu befahren.

### Straßenbahn ehemals auch für Gütertransport
Laut einem Exkursionsführer zu historischen Wohnbauten in Graz wurde die Straßenbahnlinie 7 auch für Transporte von Schotter genutzt. In einer historischen Darstellung der Einrichtungen des Landeskrankenhauses/Klinikum Graz sind Fotos der Kohleversorgung des Heizhauses des LKH zu sehen. Es sind spezielle Waggons abzweigend von der Linie 7 vom alten Eingang/Einfahrt des LKH (gegenüber ehemaligem „Schanzlwirt“) bergauf an der ehemaligen Konsulatsvilla Jugoslawiens vorbei geschoben/gezogen von zuletzt auf Linie 2 fahrenden Straßenbahnwagen mit Doppelführerstand verwendet worden. Geholt wurden diese Waggons direkt aus dem Graz-Köflacher Bahnhof (mit Kohlelager) in den Gleiskörper der Linien 1 und 7 an der Stelle der Landesstelle Graz der PVA (Sozialversicherung) westlich der sogenannten Eggenberger Unterführung und dann weiter entlang der Linie 7. Diese Waggons sind noch im Tramway-Museum vorhanden.